# Пчела (Ямболская область)
Пчела (болг. Пчела) — село в Болгарии. Находится в Ямболской области, входит в общину Елхово. Население составляет 424 человека.

## Политическая ситуация
В местном кметстве Пчела, в состав которого входит Пчела, должность кмета (старосты) исполняет Георги Петров Хаджиев (ВМРО — Болгарское национальное движение) по результатам выборов правления кметства.
Кмет (мэр) общины Елхово — Петыр Андреев Киров (коалиция партий: Граждане за европейское развитие Болгарии (ГЕРБ), Демократы за сильную Болгарию (ДСБ), Земледельческий народный союз (ЗНС), Союз демократических сил (СДС), Союз свободной демократии (ССД)) по результатам выборов в правление общины.